# Jaegeria glabra
Jaegeria glabra là một loài thực vật có hoa trong họ Cúc. Loài này được (S.Watson) B.L.Rob. mô tả khoa học đầu tiên năm 1909.